# Municipio de Henton
El municipio de Henton (en inglés: Henton Township) es un municipio ubicado en el condado de Arkansas en el estado estadounidense de Arkansas. En el año 2010 tenía una población de 496 habitantes y una densidad poblacional de 6,13 personas por km².

## Geografía
El municipio de Henton se encuentra ubicado en las coordenadas 34°26′3″N 91°40′19″O / 34.43417, -91.67194. Según la Oficina del Censo de los Estados Unidos, el municipio tiene una superficie total de 80.88 km², de la cual 79,53 km² corresponden a tierra firme y (1,67 %) 1,35 km² es agua.

## Demografía
Según el censo de 2010, había 496 personas residiendo en el municipio de Henton. La densidad de población era de 6,13 hab./km². De los 496 habitantes, el municipio de Henton estaba compuesto por el 76,61 % blancos, el 22,58 % eran afroamericanos, el 0,4 % eran amerindios, el 0,2 % eran de otras razas y el 0,2 % eran de una mezcla de razas. Del total de la población el 0,4 % eran hispanos o latinos de cualquier raza.